# Michael Dukakis
Michael Stanley Dukakis (* 3. listopadu 1933 Brookline, Massachusetts) je americký právník a politik. V letech 1975–1979 a 1983–1991 guvernérem státu Massachusetts. Je nejdéle sloužícím guvernérem v historii Massachusetts a po Spiro Agnewovi teprve druhým řecko-americkým guvernérem v historii USA. Ve volbách v roce 1988 byl nominován Demokratickou stranou na prezidenta a prohrál s republikánským kandidátem, viceprezidentem Georgem Bushem.

## Kariéra
Dukakis se narodil v Brookline ve státě Massachusetts řeckým přistěhovalcům a před nástupem do armády Spojených států navštěvoval Swarthmore College. Po absolvování právnické fakulty Harvardovy univerzity zvítězil ve volbách do Sněmovny reprezentantů státu Massachusetts, kde působil v letech 1963–1971. V roce 1974 vyhrál volby guvernéra státu Massachusetts, ale v roce 1978 prohrál svůj pokus o opětovnou kandidaturu s Edwardem J. Kingem. V roce 1982 porazil Kinga v guvernérských primárkách a v letech 1983–1991 zastával funkci guvernéra, přičemž stál v čele období hospodářského růstu známého jako „massachusettský zázrak“.
Na základě své popularity ve funkci guvernéra se Dukakis ucházel o demokratickou prezidentskou nominaci pro prezidentské volby v roce 1988. Zvítězil v demokratických primárkách a v roce 1988 byl oficiálně nominován na národním sjezdu Demokratické strany. Dukakis si vybral za svého spolukandidáta texaského senátora Lloyda Bentsena, zatímco republikáni nominovali na kandidátku George H. W. Bushe a senátora Dana Quaylea. Dukakis ve volbách prohrál, získal pouze deset států a Washington, D.C., ale zlepšil výsledky demokratů z předchozích dvou voleb. Po volbách Dukakis oznámil, že nebude usilovat o další funkční období guvernéra, a v roce 1991 opustil svůj úřad.
Od svého odchodu z úřadu působil Dukakis ve správní radě společnosti Amtrak a vyučoval politické vědy na Northeastern University a UCLA. V roce 2009 byl zmiňován jako potenciální kandidát do Senátu na uvolněné místo po smrti Teda Kennedyho, ale guvernér Deval Patrick vybral Paula G. Kirka. V roce 2012 Dukakis podpořil úspěšnou senátní kampaň Elizabeth Warrenové, kterou podpořil i v prezidentských primárkách Demokratické strany v roce 2020. Po úmrtí Boba Dolea 5. prosince 2021 je Dukakis nejstarším žijícím bývalým poraženým prezidentským kandidátem a je posledním z 20. století (mimo úřadující prezidenty).